# Modello principale-agente
Il modello Principale-Agente (o Relazione d'Agenzia o Teoria d'Agenzia - TdA) è definito da Michael Jensen e William H. Meckling come "un contratto in base al quale una o più persone (il principale/i) obbliga(no) un'altra persona (l'agente) a ricoprire per suo conto una data mansione, che implica una delega di potere all'agente". Tale relazione di scambio permette di allineare gli obiettivi dell’Agente a quelli del Principale, raggiungendo l’efficacia desiderata. La TdA permette inoltre di individuare il tipo di contratto più efficiente dal punto di vista dei costi per l’organizzazione, costi che sono determinati dalla retribuzione che è necessario riconoscere all’Agente affinché accetti il rischio.

## Relazione d’Agenzia ed applicazioni pratiche
L’approccio fondato sulla TdA è stato utilizzato nel corso degli anni da ricercatori nell’ambito della contabilità, economico, finanziario, marketing, scienze politiche, retribuzioni, le relazioni tra proprietà e gestione. Tale teoria è pertanto considerata un potente modello per spiegare la relazione tra le parti di un’organizzazione ma è considerata altresì disumanizzante e addirittura ‘pericolosa’. Nonostante ciò, la TdA ha raccolto negli anni numerosissime evidenze empiriche, sia in contesti sperimentali che reali, e quindi si conferma una base di partenza valida su cui eventualmente inserire dei correttivi che tengano conto di suggerimenti di tipo psicologico, in una logica di perseguimento della giustizia organizzativa.

## Le caratteristiche della relazione Principale-Agente
Le caratteristiche della situazione nella quale si svolge una Relazione d’Agenzia sono note. Tale situazione è caratterizzata da Razionalità limitata e da asimmetria informativa a favore dell'agente. Vale a dire che il Principale non ha accesso alle medesime informazioni dell’Agente, in particolare per quanto riguarda il comportamento dell’Agente stesso, poiché il Principale o è separato fisicamente e impossibilitato al controllo a vista oppure, pur in presenza di una supervisione diretta, non possiede le competenze per valutare come l’Agente stia operando. Un’altra caratteristica della situazione è la presenza di un interessi in conflitto tra Principale e Agente, i quali hanno obiettivi divergenti e negativamente correlati: ad esempio, il Principale è interessato a minimizzare i costi del contratto di agenzia, mentre l’Agente è interessato ad ottenere la maggiore ricompensa possibile dallo stesso contratto.
Questa situazione di obiettivi conflittuali, in assenza di possibilità di controllo da parte del Principale, può facilitare l’insorgere di comportamenti dell’Agente caratterizzati da opportunismo: l’Agente potrebbe ricevere ricompense senza dare in cambio nulla. Infine, la Relazione d’Agenzia è particolarmente studiata nelle situazioni in cui c’è diversa propensione al rischio tra Principale ed Agente. In questo caso, il Principale cerca di trasferire il rischio del successo all’Agente, il quale invece è interessato a garantirsi una ricompensa a prescindere dai risultati che può ottenere. Questo elemento è esacerbato dal fatto che, in una situazione caratterizzata da incertezza, i risultati non dipendono solo dalle azioni dell'Agente ma anche da variabili esogene intervenienti (ad esempio, la performance di vendita di un commerciale potrebbe risentire degli effetti di una più generale crisi economica).
La TdA contempla due tipologie di contratti: a retribuzione basata sul risultato e a retribuzione basata sulla prestazione (ad esempio a ore), e ciascun tipo di contratto presenta efficienze diverse a seconda delle caratteristiche della situazione (incertezza, asimmetria informativa) e della propensione al rischio degli attori. Il contratto d’agenzia basato sul risultato è considerato quello più efficace nel trasferire il rischio all’Agente e allinearne gli obiettivi a quelli del Principale, riducendo il potenziale di opportunismo.

## L’equilibrio nella relazione
Il cuore della TdA consiste nell’individuare il punto di equilibrio che determina il contratto più efficiente (dal punto di vista dei costi) tra Principale e Agente, date certe assunzioni in merito agli attori coinvolti e alla situazione. Per costo si intende la ricompensa che l’Agente chiederà per sobbarcarsi la quota di rischio a lui/lei trasferita. Intuitivamente, il costo per il trasferimento del rischio aumenterà all'aumentare dell'incertezza della situazione e all'aumentare dell'avversione al rischio dell'Agente. Nel primo caso, l’Agente chiederà un compenso tanto maggiore quanto minori sono le possibilità che ha di determinare il risultato, e tale compenso è giustificato dal fatto che si assume una responsabilità per un risultato che in parte non può determinare, ma subisce. Nel secondo caso, se l’Agente è poco propenso al rischio, dovrà essere ‘convinto’ ad accettarlo, e questo sarà possibile se il Principale alza il compenso fino alla soglia di accettazione dell’Agente. Questo accade anche nel caso in cui sia il Principale poco propenso al rischio, e tale propensione alla prudenza lo porterà a scaricare sull’Agente l’incertezza del risultato, e questo trasferimento deve ovviamente avere una contropartita economica. Le evidenze empiriche raccolte suggeriscono che per un’organizzazione sia preferibile (in termini di costo) ricorrere al contratto d’agenzia basato sul risultato alle seguenti condizioni:
- quando è difficile effettuare una supervisione diretta dell’Agente oppure non c’è la capacità di valutarne le competenze;
- quando i risultati sono raggiungibili con poca difficoltà;
- se c’è scarsa propensione al rischio nel Principale;
- se non ci sono interessi divergenti tra Principale ed Agente;
- se all’Agente è richiesto un compito scarsamente programmabile ma facilmente misurabile nel risultato e, infine,
- quando il rapporto d’agenzia è di nuova costituzione (e manca quindi una base fiduciaria pregressa).

In tutti gli altri casi è più conveniente ricorrere ad un contratto basato sul comportamento, quale ad esempio un contratto a ore. Ma, naturalmente, se tali condizioni non si verificano in tutto o in parte, il contratto di agenzia perde di efficienza, pur rimanendo in determinate circostanze una scelta obbligata per l’organizzazione (se lo scenario è turbolento, le organizzazioni sono meno disposte ad investire in contratti a tempo indeterminato su base oraria, e si orientano su contratti a risultato ogni qual volta sia possibile, in quanto meno rischiosi).
Al di là delle considerazioni legate all’efficienza, rimangono le accuse di disumanità verso una tale tipologia di contratto. In particolare, in certe condizioni di mercato del lavoro (ad esempio, alto tasso di disoccupazione) la relazione Principale- Agente è caratterizzata da maggiore asimmetria di potere contrattuale, e questo fatto potrebbe portare l’Agente ad accettare obtorto collo un contratto basato sul risultato accollandosi rischi che non sarebbe disposto ad accettare in condizioni normali. Tutto ciò a discapito della giustizia organizzativa con possibili conseguenze negative sull'opportunismo dell'agente, sui suoi livelli di Motivazione (psicologia) e senso di appartenenza all'organizzazione (c.d. organizational commitment).
Questa ricerca problematica dell’equilibrio è ben descritta da due classici problemi della relazione d’Agenzia: la selezione avversa e l’azzardo morale.

## Selezione avversa (opportunismo ex ante)
La selezione avversa si verifica quando il principale non riesce a distinguere tra i diversi tipi di agenti prima di entrare in una relazione contrattuale. In altre parole, il principale non ha informazioni accurate sulla qualità, sulle competenze o sull'onestà degli agenti al momento della selezione. Si manifesta prima della stipula di un contratto, durante la fase di selezione.

## Azzardo morale (opportunismo ex post)
L'azzardo morale si verifica quando, dopo che un contratto è stato firmato, l'agente ha un incentivo a comportarsi in modo diverso (spesso a sfavore del principale) perché il principale non può monitorare perfettamente le azioni dell'agente. In pratica, l'agente può agire in modo opportunistico.
Si verifica con maggiore probabilità se sono presenti delle asimmetrie informative a favore dell'agente, cioè quanod esso possiede un maggior numero di informazioni rispetto al principale sul ruolo o compito da svolgere, e può sfruttare queste asimmetrie informative tenendo comportamenti opportunistici.

## I costi nella relazione principale-agente
La teoria dell'agenzia suppone che i comportamenti opportunistici dell'agente non siano eliminabili, e che, in caso di interessi in conflitto, è molto difficile che esso operi nell'interesse del principale; questo genera dei costi detti "costi di agenzia":
- costi di sorveglianza ed incentivazione necessari per orientare il comportamento dell'agente;
- costi di obbligazione che l'agente deve sostenere per assicurare il principale che non adotterà comportamenti opportunistici che lo possano danneggiare, ed eventualmente indennizzarlo;
- parte residua che è rappresentata dalla differenza tra l'utilità derivante dal comportamento effettivo dell'agente e l'utilità derivante dal comportamento che avrebbe dovuto tenere l'agente.

In generale, due fattori principali determinano il costo del trasferimento del rischio all'agente: l'incertezza del contesto e la sua attitudine verso il rischio. Un agente con una bassa tolleranza al rischio tende a preferire compensi fissi e sicuri. Quando accetta un contratto legato ai risultati, percepisce il rischio di instabilità nei guadagni, e questo lo spinge a chiedere un "premio per il rischio" come compensazione per la possibilità di non raggiungere gli obiettivi e, di conseguenza, non ricevere il pagamento previsto. Tale compenso aggiuntivo riflette la richiesta di una remunerazione più alta. Quanto maggiore è l'incertezza riguardo al raggiungimento dell'obiettivo, tanto più alto sarà il rischio percepito dall'agente. In situazioni di grande incertezza, l'agente richiederà un compenso superiore per tutelarsi dal rischio di insuccesso.
La teoria dell'agenzia si applica alle relazioni in cui un principale delega potere a un agente. Ha influenzato la creazione di sistemi retributivi per i manager, che non prevedono una paga fissa, ma variabile in base ai risultati aziendali, includendo anche incentivi come stock option e partecipazione azionaria, per ridurre i comportamenti opportunistici.

## Il problema principale-agente e la ricerca dell'equilibrio
Il problema principale-agente è un concetto fondamentale nella teoria economica, gestionale e delle organizzazioni, che esplora le dinamiche e le difficoltà che emergono nella relazione d'agenzia. La ricerca di un equilibrio tra le parti diventa quindi cruciale per garantire che entrambe le entità possano trarre vantaggio dalla collaborazione senza che una delle due subisca un danno significativo.
Il problema dell'agente si manifesta quando l'agente ha la possibilità di agire in modo opportunistico, sfruttando l'asimmetria informativa per perseguire i propri interessi a discapito del principale. Poiché il principale non è in grado di monitorare o verificare perfettamente tutte le azioni dell'agente, l'agente potrebbe ridurre il proprio impegno, prendere decisioni eccessivamente rischiose o addirittura comportarsi in modo sleale. Per esempio, un manager di un'azienda (agente) potrebbe privilegiare strategie che massimizzano i suoi bonus personali, anche se queste strategie non sono ottimali per il benessere a lungo termine degli azionisti (principali). La difficoltà del principale sta proprio nell'incapacità di osservare e controllare costantemente l'operato dell'agente, creando così spazio per potenziali comportamenti opportunistici.
Dall'altra parte, il problema del principale si riferisce alle sfide che il principale deve affrontare per garantire che l'agente operi in modo allineato agli interessi della parte delegante. Il principale deve trovare soluzioni che riducano l'asimmetria informativa e incentivino l'agente a lavorare efficacemente per il bene comune. Tuttavia, questi meccanismi di controllo o incentivo, come contratti basati sui risultati, monitoraggio costante, o bonus legati alle performance, possono essere costosi, difficili da implementare o addirittura insufficienti a eliminare completamente il rischio di comportamenti inadeguati. Per esempio, un investitore che finanzia una startup potrebbe esigere report periodici e vincoli contrattuali per limitare il comportamento dei fondatori, ma tali misure potrebbero comunque non essere completamente efficaci e comportare costi elevati.
La relazione tra il principale e l'agente si basa, quindi, sulla necessità di trovare un equilibrio che permetta a entrambe le parti di beneficiare della delega senza incorrere in eccessivi rischi di opportunismo o inefficienza. Questo equilibrio si può ottenere attraverso meccanismi contrattuali ben progettati, come schemi di incentivi che allineano gli interessi dell'agente con quelli del principale o attraverso sistemi di monitoraggio che riducono l'asimmetria informativa. Tuttavia, nessun meccanismo è perfetto, e la teoria dell'agenzia si concentra proprio sullo studio delle modalità più efficienti per ridurre i costi e i rischi associati a questa complessa relazione.
In sintesi, il problema principale-agente rappresenta una sfida intrinseca in molte organizzazioni, dalle imprese private agli enti pubblici, ed evidenzia l'importanza di strutturare rapporti contrattuali e sistemi di governance che minimizzino le inefficienze derivanti dalla delega e garantiscano un equilibrio sostenibile tra le parti coinvolte.